# Kendall Brodie
Kendall Brodie (21 de noviembre de 1991) es una deportista australiana que compite en remo como timonel. Ganó tres medallas en el Campeonato Mundial de Remo entre los años 2018 y 2023.

## Palmarés internacional
| Campeonato Mundial | Campeonato Mundial       | Campeonato Mundial | Campeonato Mundial |
| Año                | Lugar                    | Medalla            | Prueba             |
| ------------------ | ------------------------ | ------------------ | ------------------ |
| 2018               | Plovdiv (Bulgaria)       | Medalla de plata   | Ocho con timonel   |
| 2022               | Račice (República Checa) | Medalla de bronce  | Ocho con timonel   |
| 2023               | Belgrado (Serbia)        | Medalla de bronce  | Ocho con timonel   |